# Centruroides fallassisimus
Centruroides fallassisimus es una especie de escorpión del género Centruroides, familia Buthidae. Fue descrita científicamente por Armas & Trujillo en 2010.
Se distribuye por Guatemala.

## Descripción
Especie de tamaño relativamente grande, con una longitud de 60-76 milímetros y una anchura de 65-84 milímetros. Presenta un color castaño claro, con pinzas ligeramente rojizas y con pocas cerdas.